# Andreas Nielsen (E-Sportler)
Andreas Franck „Cr1t-“ Nielsen (* 13. Juli 1996) ist ein dänischer E-Sportler, der in der Disziplin Dota 2 für Evil Geniuses antritt. Mit mehr als 2.000.000 US-Dollar erspieltem Preisgeld gehört er zu den finanziell erfolgreichsten E-Sportlern und liegt auf der dänischen Rangliste an Rang zwei.

## Karriere
Nielsen begann 2012 professionell Dota 2 zu spielen. Bis 2014 trat er unter anderem für Teams wie mousesports und MeetYourMakers an, bevor er eine Pause einlegte, um seine schulische Ausbildung abzuschließen. Sein internationaler Durchbruch gelang ihm, als er 2015 dem neu gegründeten Team (monkey) Business beitrat, das später zu OG umfirmiert wurde. Unter anderem konnte Nielsen mit OG zwei von Valve gesponserte Major Turniere gewinnen, das Frankfurt Major 2015 und das Manila Major 2016. In der Folge trat das Team das bei The International 2016 als Favorit an, konnte der Rolle jedoch nicht gerecht werden und schloss das Turnier auf dem 9. – 12. Platz ab. Das Ergebnis war einer der Gründe, aus denen er sich entschied OG zu verlassen. Nielsen unterschrieb im September 2016 einen Vertrag bei seinem aktuellen Team, der nordamerikanischen E-Sports-Organisation Evil Geniuses. Von 2016 bis 2018 übernahm er ebenfalls die Rolle des Kapitäns der Mannschaft. Insgesamt konnte er neun Turniere mit Evil Geniuses gewinnen und erzielte seinen größten finanziellen Erfolg, als er durch den dritten Platz bei The International 2018 mehr als 500.000 US-Dollar Preisgeld erspielte. Außerdem konnte Nielsen bis 2021 acht Major-Turniere unter den besten Vier abschließen.

## Erfolge (Auswahl)
| Datum     | Platz    | Turnier                | Preisgeld |
| --------- | -------- | ---------------------- | --------- |
| Nov. 2015 | 1.       | Frankfurt Major 2015   | 222.000 $ |
| Juni 2016 | 1.       | Manila Major 2016      | 222.000 $ |
| Juni 2016 | 1.       | ESL One Frankfurt 2016 | 031.374 $ |
| Aug. 2016 | 9. – 12. | The International 2016 | 062.311 $ |

| Datum     | Platz   | Turnier                          | Preisgeld |
| --------- | ------- | -------------------------------- | --------- |
| Dez. 2016 | 3. – 4. | Boston Major 2016                | 050.000 $ |
| Apr. 2017 | 3. – 4. | Kiev Major 2016                  | 050.000 $ |
| Aug. 2018 | 3.      | The International 2018           | 536.175 $ |
| Nov. 2018 | 3.      | Kuala Lumpur Major 2018          | 020.000 $ |
| Jan. 2019 | 3.      | Chongqing Major 2019             | 020.000 $ |
| Mai 2019  | 3.      | MDL Disneyland Paris Major 2019  | 020.000 $ |
| Aug. 2019 | 5. – 6. | The International 2019           | 240.310 $ |
| Apr. 2021 | 2.      | ONE Esports Singapore Major 2021 | 020.000 $ |
| Juni 2021 | 2.      | WePlay AniMajor                  | 020.000 $ |